# Lyanna Stark
Lyanna Stark est un personnage fictif de la série de livres Le Trône de fer écrite par George R. R. Martin et de son adaptation télévisuelle Game of Thrones, interprétée par les actrices Cordelia Hill (enfant) et par Aisling Franciosi (adulte).

## Présentation
Lyanna Stark est la seule sœur d'Eddard Stark, Benjen Stark et Brandon Stark. Elle meurt, à 16 ans, en donnant naissance à son fils Jon Snow.
Dans les livres, elle est décrite par son frère Eddard Stark.
Lors d'un tournoi de Harrenhall, le plus grand tournoi de l'histoire à Westeros, Lyanna est choisie par le champion du tournoi, le prince héritier Rhaegar Targaryen, comme « Reine de l'amour et de la beauté ». Comme Rhaegar est déjà marié et que Lyanna est fiancée à Robert Baratheon, le fait que Rhaegar fait la cour à Lyanna est considéré comme un scandale à l'époque. Un an plus tard, elle s'enfuit avec Rhaegar dont elle est amoureuse, et l'épouse, ce qui est un des déclenchements de la guerre civile qui aboutit au renversement de la Maison Targaryen. À la fin de la guerre, Eddard et six de ses compagnons s'aventurent dans la Tour de la Joie à Dorne, où Lyanna est gardée par trois des plus importants chevaliers de la Garde Royale — Ser Arthur Dayne, Ser Oswell Whent et le Ser Gerold Hightower.